# Jozef Delin

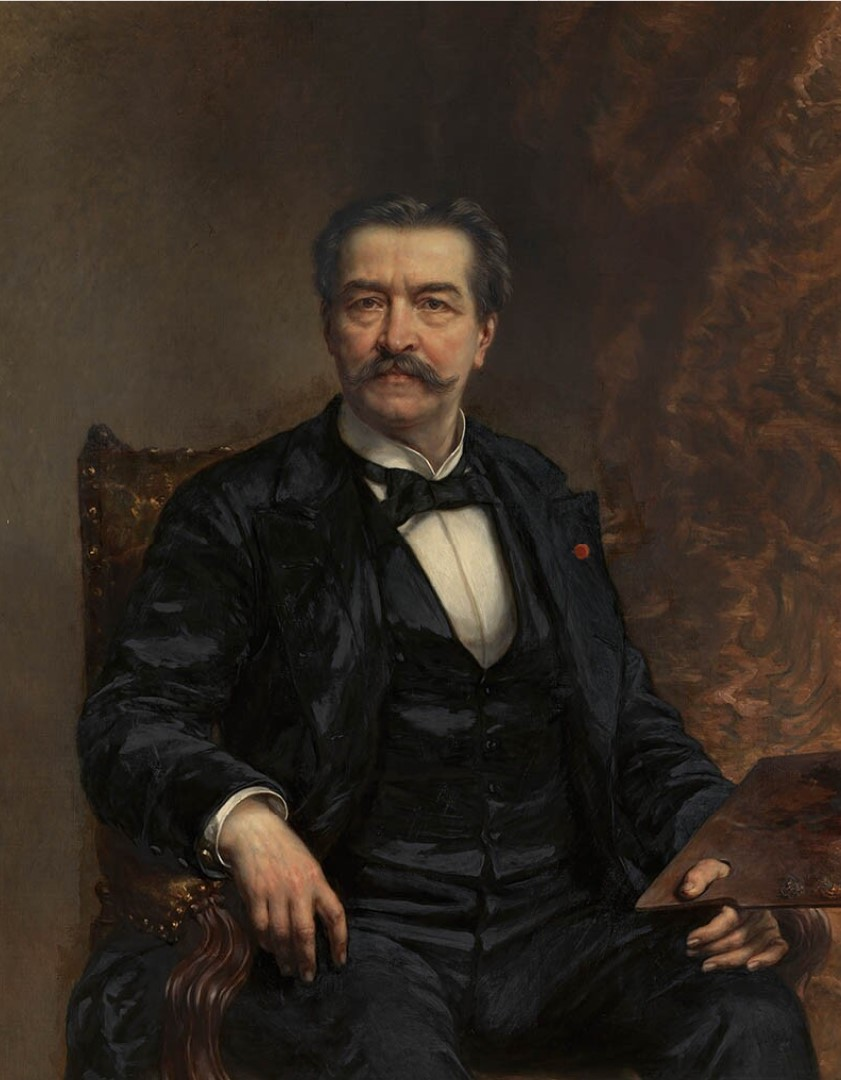
Jozef Delin (zelfportret)

Jozef Delin (Antwerpen, 6 juli 1821 – aldaar, 13 december 1892) was een Belgisch kunstschilder.

## Levensloop
Delin was leerling aan de Academie voor Schone Kunsten in Antwerpen (bij Gustaaf Wappers). Hij maakte vooral naam als portrettist.
Zo portretteerde hij onder meer Paus Pius IX.
Delin was medestichter van de Antwerpse Cercle Artistique, een kunstenaarsvereniging met een eigen lokaal waarin vergaderd, gefeest en tentoongesteld werd (nu de Arenbergschouwburg).

## Tentoonstellingen
- Salon 1876, Antwerpen, Portret van Léopold de Wael, burgemeester van Antwerpen

## Musea en andere verzamelingen
- Antwerpen, KMSK : Portret van kunstschilder Karel Verlat (1891) en een zelfportret (1892)
- Antwerpen, Museum Plantin-Moretus : Portret van Edward Moretus
- Brussel, KMSK
- ’s Hertogenbosch, Noordbrabants Museum
- Antwerpen, Stadhuis : Portret van Marie von Hohenzollern, Gravin van Vlaanderen
- Antwerpen, Carolus Borromeuskerk
- Gent, privéverzameling : Portret van Madeleine Morel de Tangry (1872)

## Galerij

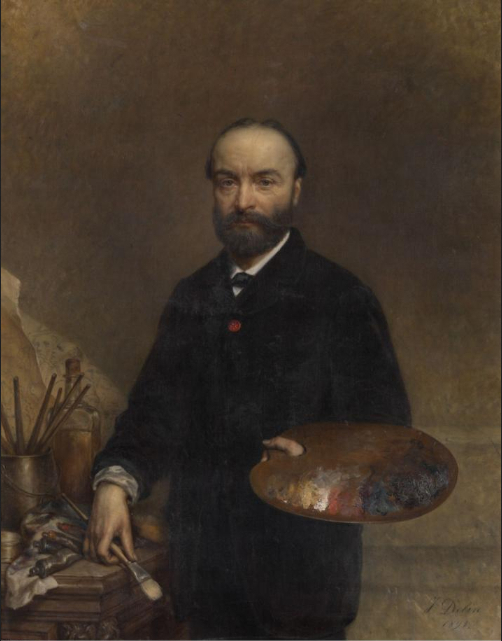
Karel Verlat
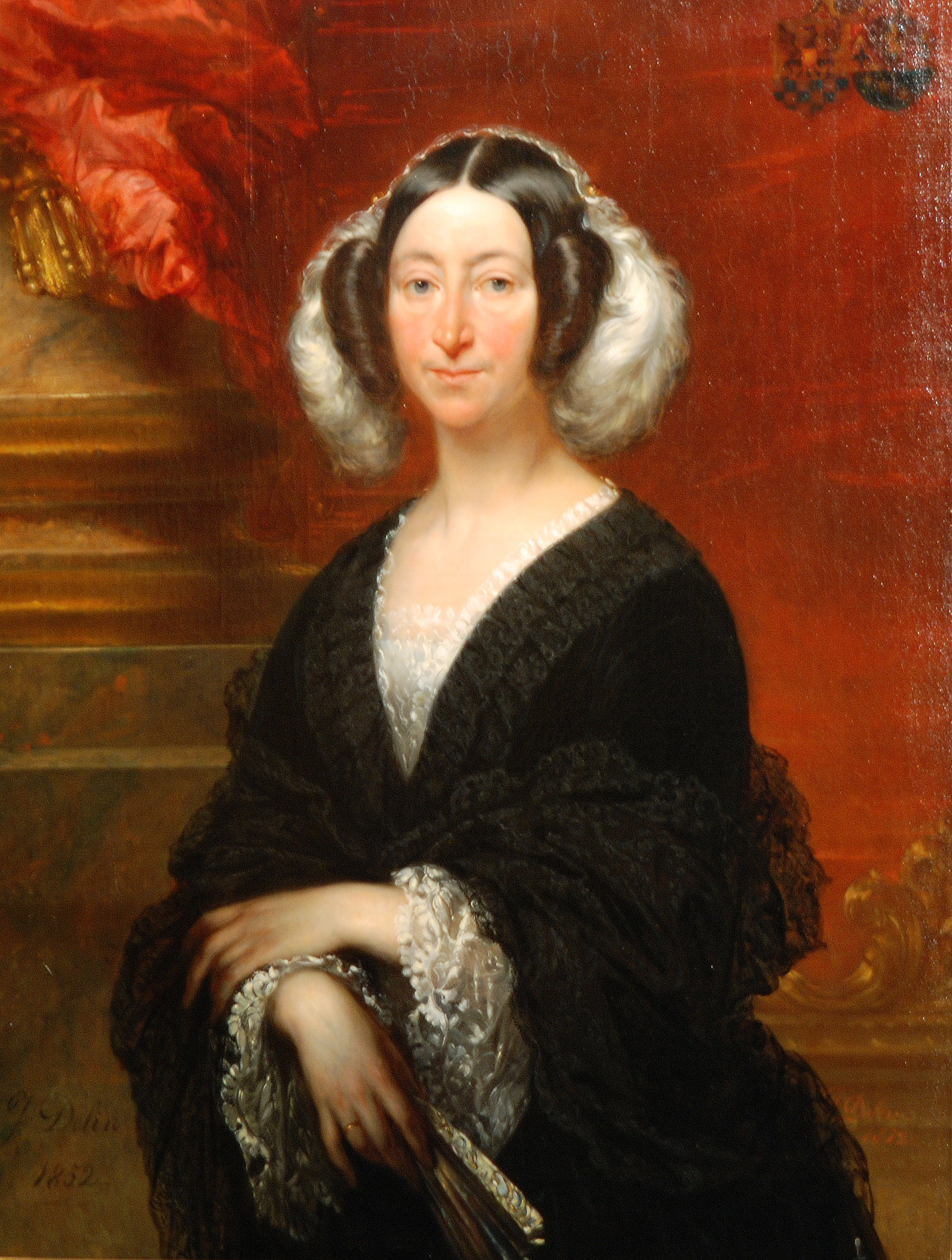
Albertina du Bois
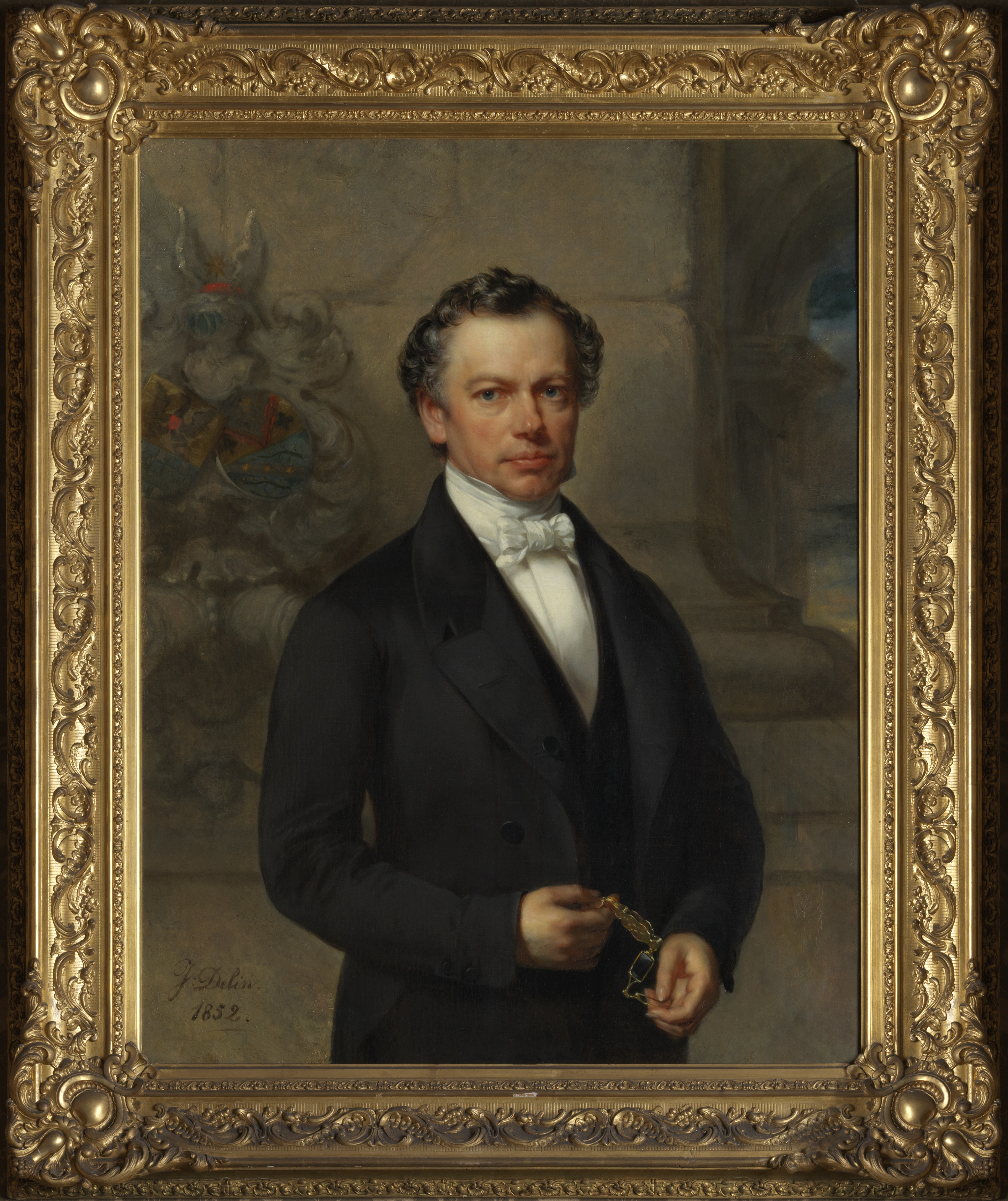
Edward Jean-Hyacinthe Moretus Plantin
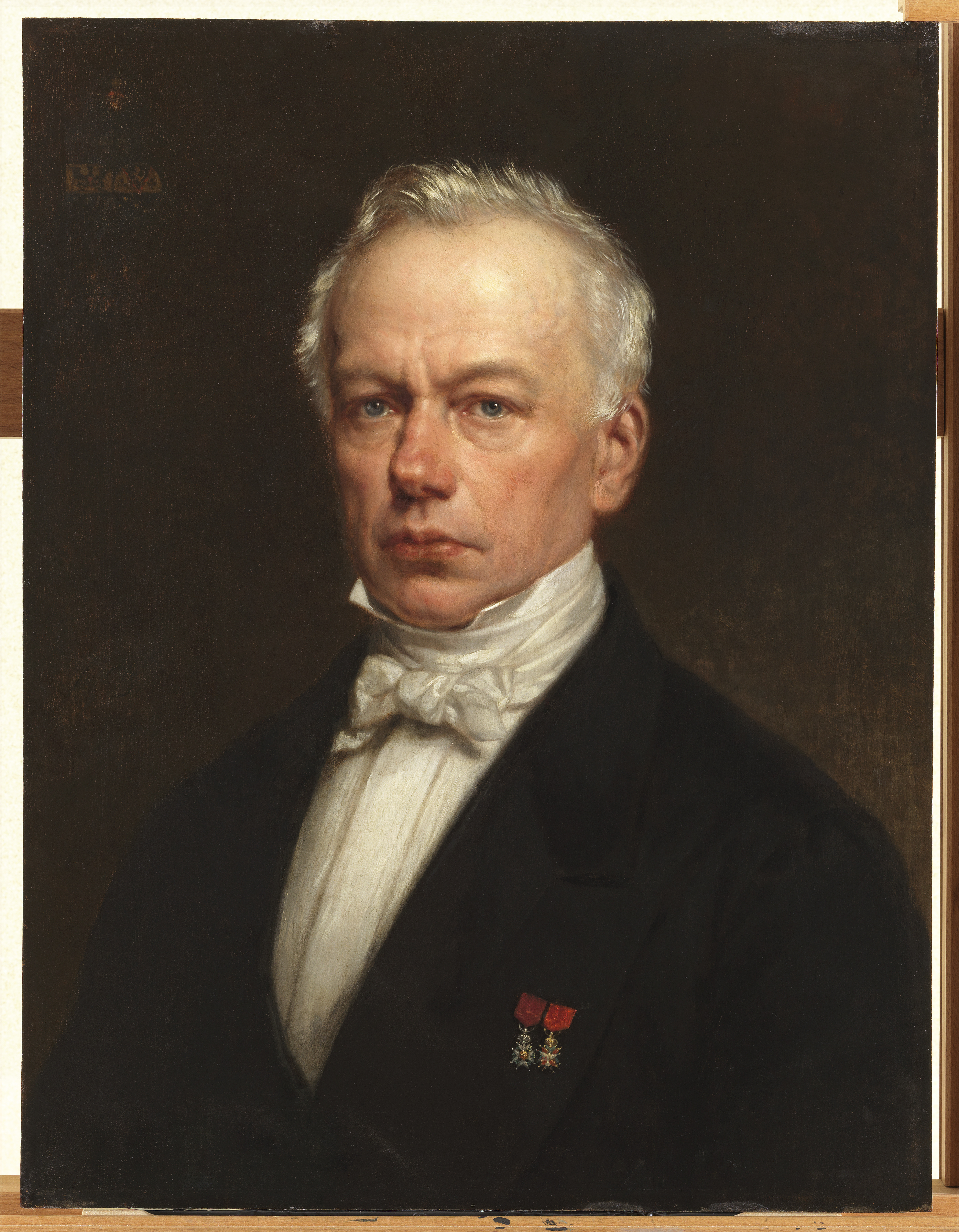
Edward Moretus